# Aechmea farinosa
Aechmea farinosa là một loài thực vật có hoa trong họ Bromeliaceae. Loài này được (Regel) L.B.Sm. mô tả khoa học đầu tiên năm 1966.

## Hình ảnh

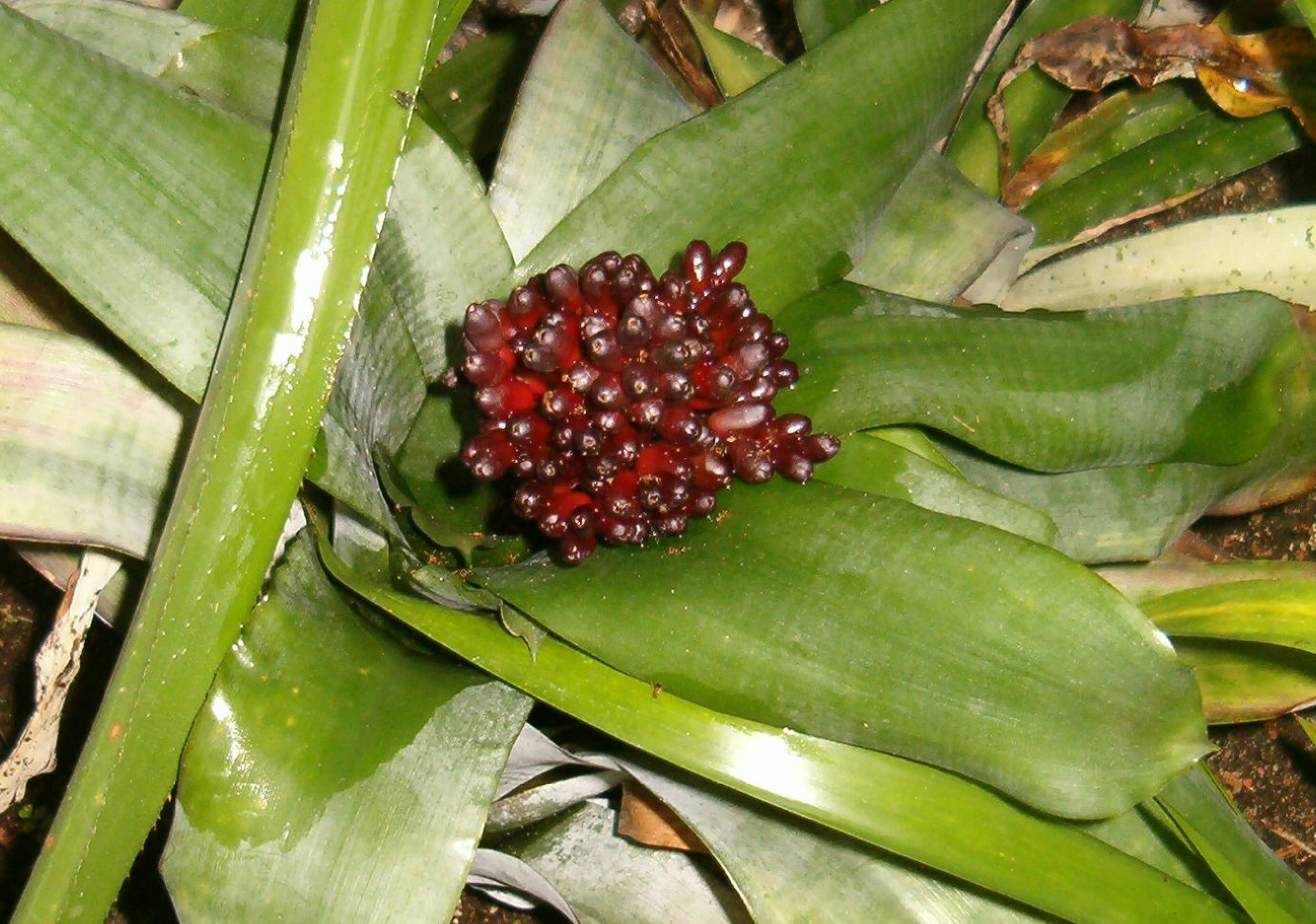
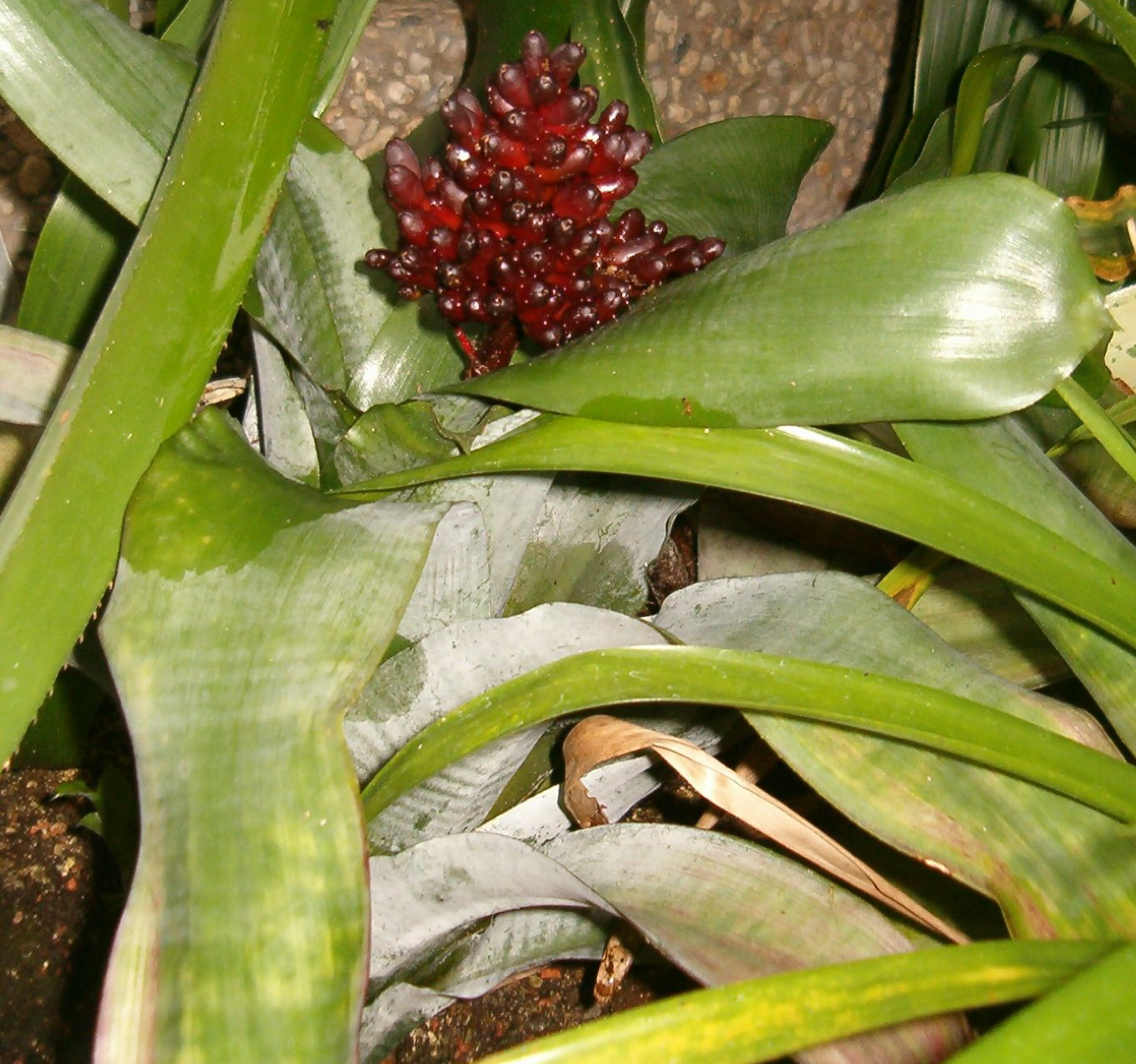
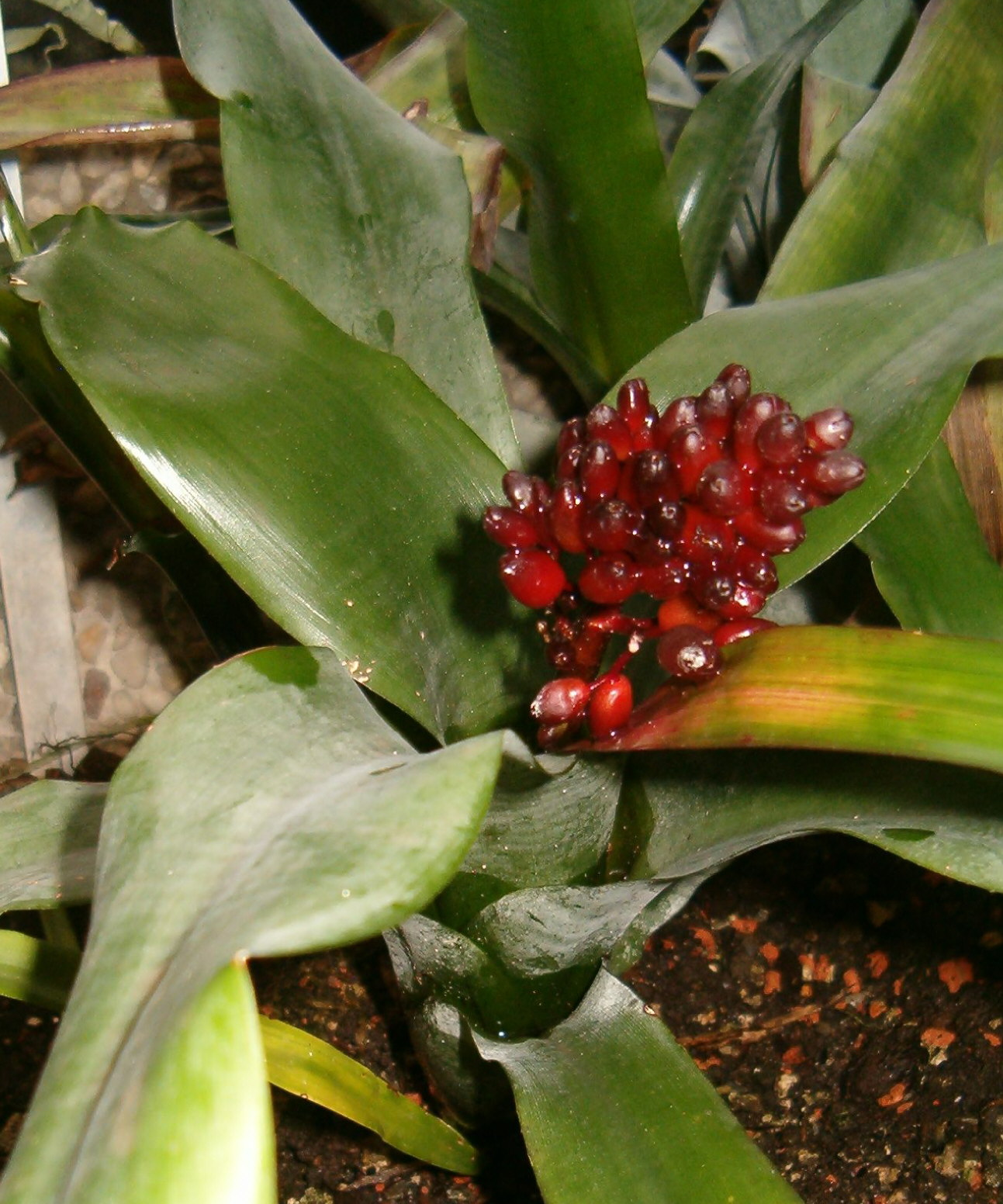